# 28 Up
28 Up é um documentário britânico de 1984 dirigido por Michael Apted. O filme venceu os prêmios BAFTA, Emmy, e NSFC Award de melhor documentário, relançado em DVD, 28 Up ainda foi nomeado ao Satellite Awards em 2005.

## Sinopse
O diretor Michael Apted revisita o mesmo grupo de crianças britânicas após uma espera de sete anos. Os indivíduos são entrevistados quanto às mudanças que ocorreram em suas vidas durante os últimos anos.

## Elenco
- Bruce Balden ... Ele mesmo
- Jacqueline Bassett ... Ela mesma
- Symon Basterfield ... Ele mesmo
- Andrew Brackfield	... Ele mesmo
- John Brisby ... Ele mesmo (arquivo)
- Peter Davies	... Ele mesmo
- Suzanne Dewey	... Ela mesma
- Charles Furneaux ... Ele mesmo (arquivo)
- Nicholas Hitchon ... Ele mesmo
- Neil Hughes ... Ele mesmo
- Lynn Johnson	... Ele mesmo
- Paul Kligerman	... Ele mesmo
- Susan Sullivan	... Ela mesma
- Tony Walker	... Ele mesmo

## Prêmios
| Ano  | Prêmio                                     | Categoria                  | Resultado |
| ---- | ------------------------------------------ | -------------------------- | --------- |
| 1985 | BAFTA Awards                               | Melhor Documentário        | Venceu    |
| 1985 | Emmy Internacional                         | Melhor Documentário        | Venceu    |
| 1985 | International Documentary Association      | IDA Award                  | Venceu    |
| 1986 | Prêmio da National Society of Film Critics | Melhor Documentário        | 2º lugar  |
| 2005 | Satellite Awards                           | Melhor Documentário em DVD | Indicado  |